# Paradoxornis
Paradoxornis là một chi chim trong họ Paradoxornithidae hoặc trong phân họ Paradoxornithinae của họ Sylviidae.

## Các loài
- Khướu mỏ dẹt Heude, Paradoxornis heudei
- Khướu mỏ dẹt ngực đen, Paradoxornis flavirostris
- Khướu mỏ dẹt cằm đen, Paradoxornis guttaticollis